# Batalha de Soledar
A Batalha de Soledar foi uma batalha que consistiu em uma série de confrontos militares dentro e ao redor do assentamento ucraniano de Soledar, na região de Donbas, no contexto da Invasão da Ucrânia pela Rússia em 2022.
No segundo semestre de 2022, a Rússia havia focado na conquista do Oblast de Donetsk, que seria completada com a tomada das cidades chave de Sloviansk e Kramatorsk. Para isso, como preparação, era necessário avançar sobre os assentamentos urbanos de Bakhmut, Siversk e Soledar. Em agosto, Bakhmut e Soledar são atacadas, mas o exército ucraniano reforça suas linhas e resiste. A Rússia envia então seus próprios reforços e o combate na região se arrasta numa batalha de atrito, com ambos os lados sofrendo enorme desgaste. Em Soledar, em particular, guerreiros mercenários do Grupo Wagner, liderados por Yevgeny Prigozhin, assumem o protagonismo e a vanguarda das operações russas. Prigozhin, que vinha buscando mais poder político e econômico dentro da Rússia, queria mostrar uma vitória militar frente aos fracassos russos dos últimos meses.
Entre outubro e dezembro, a batalha por Soledar se arrastou num impasse. Mas em janeiro de 2023, a situação mudou, com os russos fazendo progressos. Combates intensos entre militares ucranianos e soldados do Grupo Wagner foram reportados em toda a região. Em 10 de janeiro, Prigozhin anunciou que Soledar havia caído, informação esta que foi contestada na época. Seis dias mais tarde, em 16 de janeiro, foi confirmado que as tropas ucranianas haviam se retirado da região e Soledar estaria de fato sob controle total russo.
Em janeiro de 2023, analistas internacionais já haviam descartado o valor estratégico de Soledar, avaliando que um triunfo russo ali seria uma "vitória de pirro" na melhor das hipóteses, devido as pesadas baixas necessárias para conquistar a região. John Kirby, o coordenador do Conselho de Segurança Nacional para Comunicações Estratégicas, disse em 12 de janeiro que "mesmo que Bakhmut e Soledar caiam nas mãos dos russos, isso não terá um impacto estratégico na guerra em si". Ainda assim, a conquista de Soledar foi saudada como uma vitória de propaganda, pois foi, efetivamente, o primeiro grande sucesso militar russo dos últimos seis meses.